# Clathrina lacunosa
Espèce
Synonymes
- Ascaltis lacunosa (Johnston, 1842)
- Ascandra angulata Haeckel, 1872
- Ascortis lacunosa (Johnston, 1842)
- Grantia lacunosa Johnston, 1842
- Grantia striatula Bowerbank, 1864
- Guancha lacunosa (Johnston, 1842)
- Guancha lacunosa var. hillieri (Carter, 1884)
- Leucosolenia lacunosa (Johnston, 1842)
- Leucosolenia lacunosa var. hillieri Carter, 1884[2]

La Clathrine pédonculée (Clathrina lacunosa) est une espèce de spongiaires de la famille des Clathrinidés.